# متحف ريدلاند
متحف ريدلاند (بالإنجليزية: Redland Museum)‏؛ هو متحف للتاريخ المحلي لمنطقة ريدلاندز في جنوب شرق كوينزلاند، استراليا، ويقع في ضاحية كليفلاند. وهو متخصص للحفاظ على التاريخ الاجتماعي لريدلاندز من عام 1842 حتى يومنا هذا. مع وجود أكثر من 14 ألف قطعة معروضة وفي التخزين، يعتبر المتحف نفسه من بين أفضل المتاحف في كوينزلاند. إلى جانب المبنى الرئيسي الكبير، يدير متحف ريدلاند مكتبة مرجعية تاريخية.

## التاريخ
نشأ المتحف كمشروع لنادي روتاري كليفلاند في عام 1968، وتم بناء مبنى المتحف بسرعة وافتتح للجمهور في عام 1970. وسرعان ما تم تخصيصه لشعب ريدلاندز نظرًا لزيادة حجم مجموعته وشعبيته، ويرجع ذلك إلى حد كبير إلى جهود المتطوعين المحليين حتى تجاوز زواره المبنى الأصلي. أدى ذلك إلى توسعات كبيرة بعد عام 2009، مما سمح بعرض المزيد من العناصر.

## مقتنيات المتحف
تتكون معظم قطع متحف ريدلاند من تبرعات من السكان المحليين، والتي تتم معالجتها وفهرستها من قبل متطوعي المتحف. تعكس العناصر في الغالب تاريخ أستراليا الزراعي في ريدلاندز بسبب القيمة التاريخية للمنطقة في الزراعة وصيد الأسماك، على الرغم من أن العديد من العناصر نشأت من أماكن أخرى في جنوب شرق كوينزلاند. من بين الأشياء الأكثر شهرة في المقطع:
- شاحنة Ford Model TT المستعادة، تم شراؤها في الأصل من قبل مزارع Mount Cotton مع إطارها الخشبي.
- بيانو أثري
- مضخة هواء أصلية من صناعة المهندس هالاداي والتي استخدمت في مزارع كليفلاند
- فستان زفاف من ستينيات القرن التاسع عشر، تم ارتداؤه في حفل زفاف في توومبا
- آلة صنع حبوب يدوية
- لوحة مفاتيح هاتف من صناعة شركة الاتصالات الهندية Magneto.
- لحاف مرقع كبير يمثل التنوع الثقافي لريدلاندز

## المعارض
يضم المتحف العديد من العروض الدائمة ومنها معدات زراعية (Dan Holzapfel Farm Pavilion)؛ مقتنيات من مكتب بريد، أثاث غرف النوم ؛ دمى المنسوجات. وتنوع العناصر والنصوص المعروضة في المتحف ذات الأهمية التاريخية المحلية وبشكل خاص قصص ريدلاندز.
كما يدير المتحف سلسلة من المعارض المتغيرة باستمرار، منها معارض: الكتاب (1716 الملك جيمس الكتاب المقدس)؛  أزياء عارضات  دراجات ؛  لوحات جداريات ، عروض فنية ثقافة  عن تاريخ كوينزلاند ؛  وثقافة السكان الأصليين الأسترالية.

## روابط خارجية
- موقع متحف ريدلاند
- ملف تعريف شبكة التراث الحي في بريسبان
- نبذة عن مركز معلومات السياحة في بريسبان
- ملف تعريف eHive